# Bin El Ouidane
Bin El Ouidane  (in arabo بين الويدان‎?) è un centro abitato e comune rurale del Marocco situato nella provincia di Azilal, regione di Béni Mellal-Khénifra. Conta una popolazione di 5 421 abitanti (censimento 2014).
Il suo nome significa "tra due sponde", e le due sponde sono quelle dell'oued Ahensal e dell'oued El Abid.
Vi sorge la diga di Bin El Ouidane, ideata dall'ingegnere francese André Coyne e realizzata tra il 1949 e il 1954 a scopo irriguo e per la produzione di energia elettrica.